# Scissor Sisters
A Scissor Sisters egy 2001-ben alakult amerikai popegyüttes. 
Első, 2004-ben megjelent albumukkal lettek világhírűek, leginkább Kanadában, Ausztráliában és Európában (főleg Nagy-Britanniában), hazájukban, az Egyesült Államokban kisebb sikert értek el. Zenéltek Elton Johnnal és Kylie Minoguegal is, Bono pedig egyenesen napjaink legjobb popcsapatának nevezte őket 2004-ben.

## Diszkográfia

### Nagylemezek
- Scissor Sisters (2004)
- Ta-Dah (2006)
- Night Work (2010)

### Kislemezek
- Electrobix (2002)
- Laura (2003)
- Comfortably Numb (2004)
- Take Your Mama (2004)
- Mary (2004)
- Filthy/Gorgeous (2005)
- I Don't Feel Like Dancin' (2006)
- Land of a Thousand Words (2006)
- She's My Man (2007)
- Kiss You Off (2007)
- I Can't Decide (2007)
- Land of a Thousand Words (2007)
- Fire With Fire (2010)
- Any Which Way (2010)
- Invisible Light (2010)

## Fordítás
- Ez a szócikk részben vagy egészben  a   Scissor Sisters című angol Wikipédia-szócikk fordításán alapul.  Az eredeti cikk szerkesztőit annak laptörténete sorolja fel. Ez a jelzés csupán a megfogalmazás eredetét és a szerzői jogokat jelzi, nem szolgál a cikkben szereplő információk forrásmegjelöléseként.